# Westfaal (paard)
De westfaal of het Westfaals paard is een paardenras dat gefokt wordt in Westfalen in Duitsland. Het warmbloedras behoort tot de grootste stamboeken in Duitsland en is een succesvolle deelnemer in vele takken van de paardensport.

## Geschiedenis
In 1826 werd in Warendorf het Landgestüt Warendorf opgericht. In het begin had het weinig succes, doordat de fokdoelen niet overeenkwamen met de wensen van de omgevende boeren. Pas tegen het einde van de 19e eeuw kwam het stamboek aan hun wensen tegemoet en werd het succesvol met zowel warmbloed- als koudbloedpaarden.
In 1904 werd het Westfälische Pferdestammbuch opgericht, dat beide typen evenredig vertegenwoordigde. Tot het einde van de Tweede Wereldoorlog lag de nadruk op zware trekpaarden voor de landbouw en lichtere tuigpaarden voor overige paardentractie.
Met de motorisering van de landbouw in de jaren 1950 nam de behoefte aan deze gebruikstypen snel af en verlegde men de richting naar het fokken van een veelzijdig rijpaard voor de landelijke ruitersport. Bloedtoevoer van met name Duitse rassen zoals de hannoveraan, holsteiner en trakehner, maar ook de selle français en een klein percentage anglo-arabieren en andere volbloedrassen werd ingezet ter veredeling. Op deze manier ontwikkelde zich langzaam maar zeker het ras zoals het nu bestaat.

## Exterieur
De westfaal beantwoordt aan de voorstelling die men zich van een hedendaags sportpaard maakt. Het ras lijkt wel op de hannoveraan, die sterk aan de bloedlijnen bijdroeg, maar is in het algemeen iets groter omdat er minder volbloed ingekruist werd.

## Karakter
De westfaal geldt als een verhoudingsgewijs rustig sportpaard, dat ook zeer geschikt is als recreatiepaard. Het paard is betrouwbaar en leergierig en bovendien vriendelijk ten opzichte van de mens. 

## Afbeeldingen

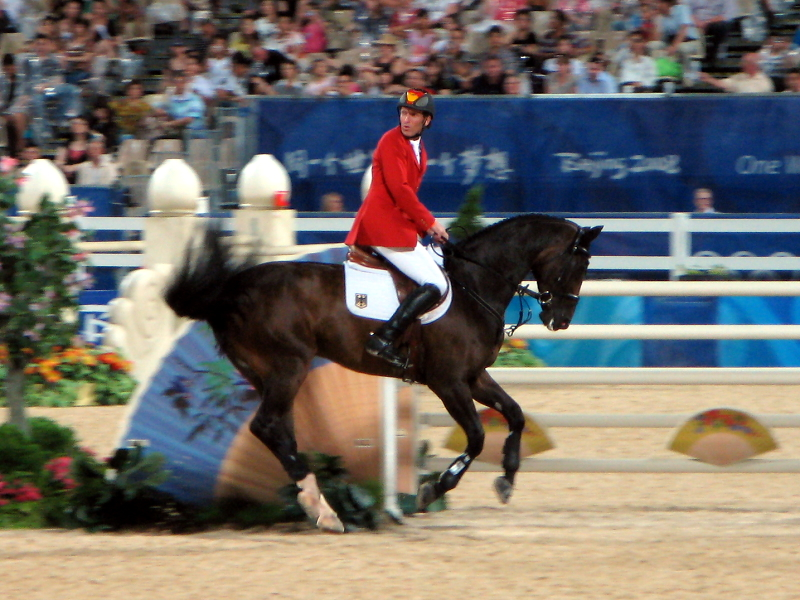
Olympiade 2008
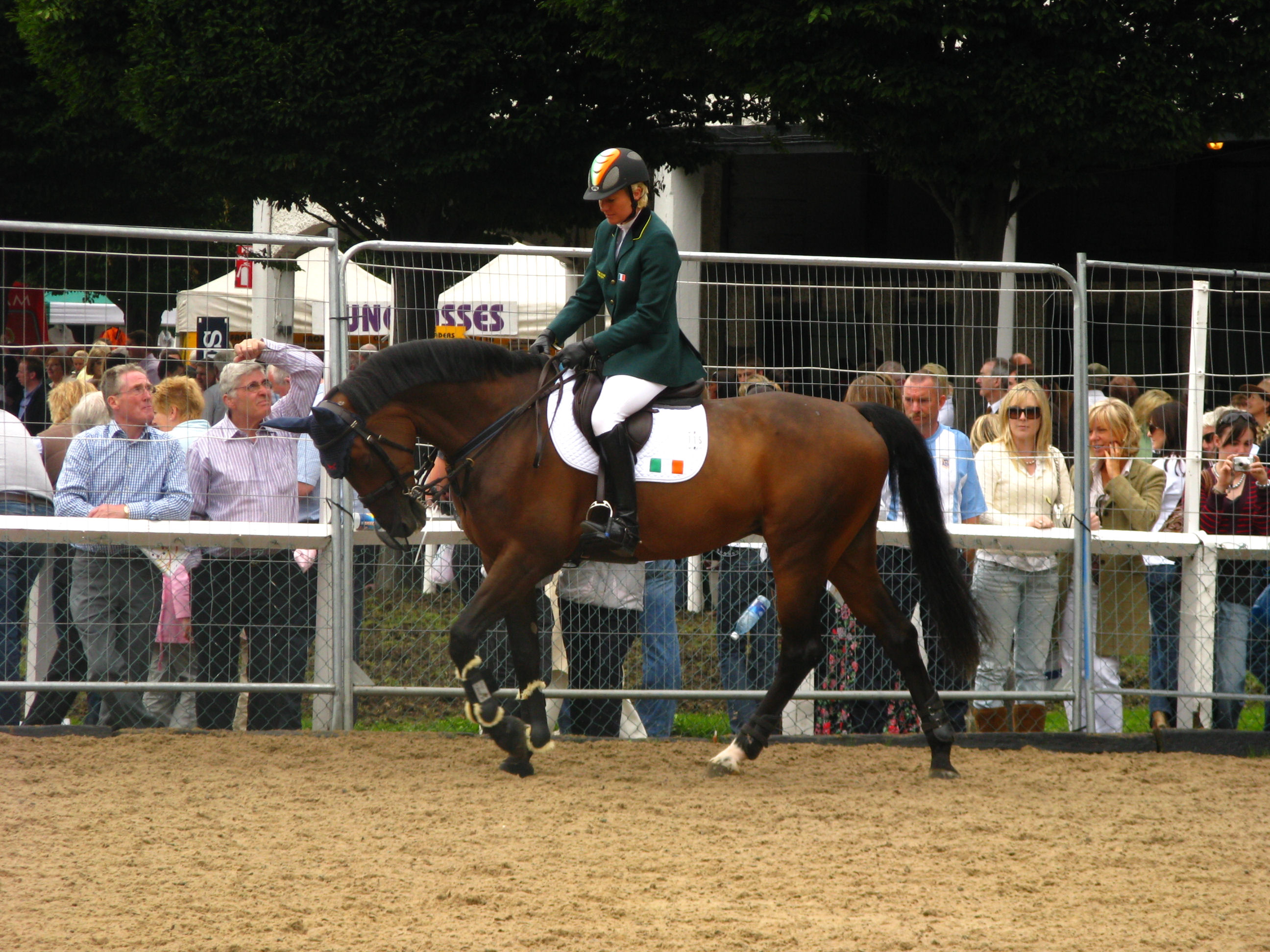
Jessica Kürten met Castle Forbes Libertina
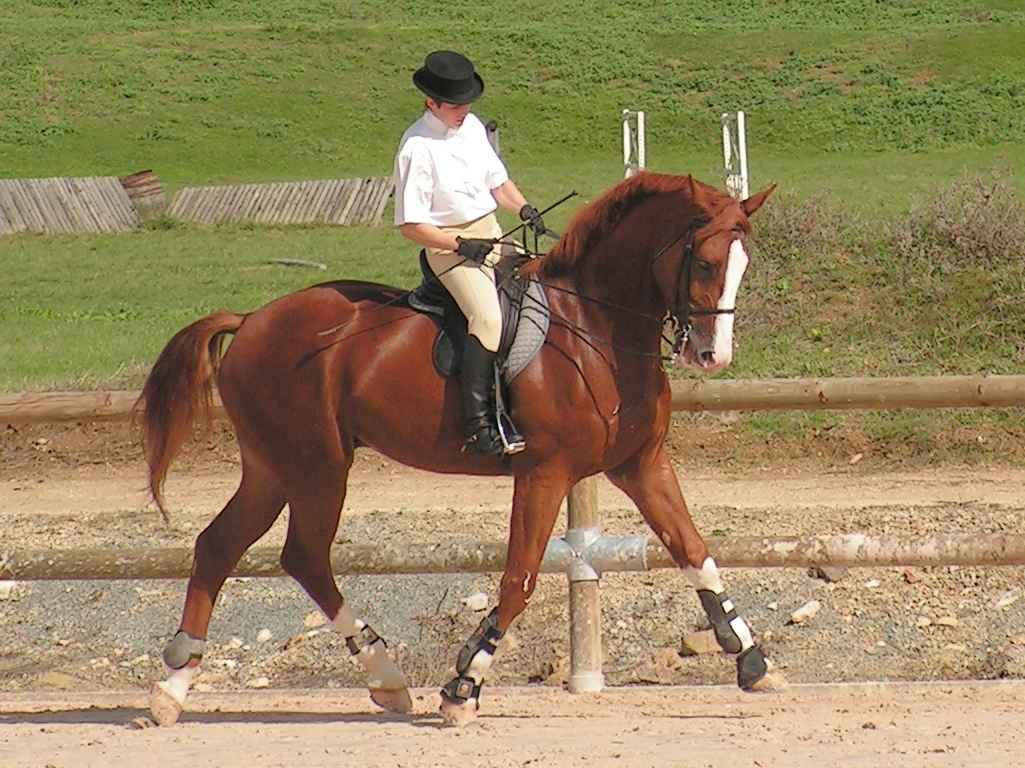
Dressuur
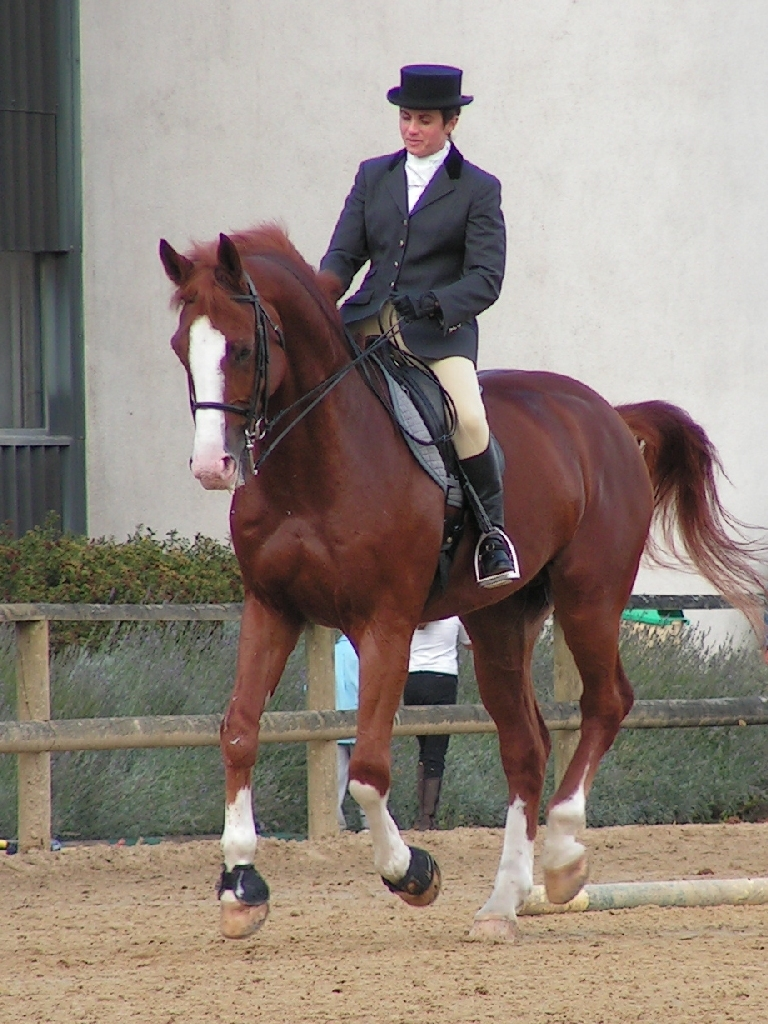
Dressuur